# Gastro Norm
Gastro Norm - oznaczenie standardowych rozmiarów pojemników wykorzystywanych w gastronomii. Oznaczeniem tym posługują się również m.in. producenci urządzeń AGD w celu określenia, jaki maksymalny rozmiar naczynia może zostać umieszczony w danym urządzeniu, np. piekarniku czy chłodziarce. Szczegółową specyfikację można znaleźć w normie PN-EN 631-1:1996.
Typowe rozmiary:
- GN2/1 : 650 × 530 mm
- GN1/1 : 530 × 325 mm
- GN2/3 : 354 × 325 mm
- GN2/4 : 530 × 162 mm
- GN1/2 : 325 × 265 mm
- GN1/3 : 325 × 176 mm
- GN1/4 : 265 × 162 mm
- GN1/6 : 176 × 162 mm
- GN1/9 : 108 × 176 mm